# JYP-Akatemia
JYP-Akatemia – fiński klub hokeja na lodzie z siedzibą w Jyväskylä.

## Historia
Poprzednikami klubu w mieście były: Jyväskylän Lohi (1974–1990), Lohi-Kiekko (1990–1993), Diskos Jyväskylä (1993–2004, od 1995 grający w drugiej klasie ligowej I-divisioona), D-Kiekko (2004–2008), D Team (2008-2011). Ten ostatni występował w Mestis oraz ściśle współpracował z innym miejskim klubem JYP, występującym w najwyższej klasie SM-liiga i służył temuż jako zespół farmerski. D Team działał do 2011. W tym roku w jego miejsce powstał klub JYP-Akatemia. Funkcjonował w lidze Mestis przez sześć lat do edycji 2016/2017 włącznie, po czym zaprzestano jego działalności, a nadrzędny klub JYP podjął wtedy współpracę z KeuPa HT.